# Avião de geometria variável
Um avião de geometria variável é um avião cujas asas são afixadas de maneira tal que seu ângulo (em relação à fuselagem) pode ser alterado durante o voo. Deste modo, este tipo de avião pode decolar e aterrissar com velocidades mais baixas (e portanto em pistas mais curtas) do que outros tipos de avião que sob outros aspectos que lhe são similares, mas que têm as asas fixas, estendendo-se a partir da fuselagem. Durante o voo, as asas podem projetar-se para trás, formando um ângulo mais agudo em relação à fuselagem, tornando o voo supersônico mais eficiente. Exemplos incluem o F-111 da General Dinamics, o caça-bombardeiro Panavia Tornado e o bombardeiro B1B Lancer. O avião com asa de geometria variável mais conhecido é o F-14 TomCat utilizado no filme TopGun. Este dispositivo não deve ser confundido com as asas dobráveis de algumas aeronaves navais, que servem para facilitar a embarcação das mesmas em navios.